# Гонконг 97
Гонконг 97 (англ. Hong Kong 97) — американський бойовик.

## Сюжет
Далеке майбутнє стало близьким, близьке — стане кривавим. Найманий вбивця Редж Кемерон за наказом своїх шефів знищує генерала Ву з Китайської Червоної Армії. За голову Реджі призначається нагорода в 10 мільйонів доларів, і тепер на нього полюють всі, навіть гангстери з «Тріади». Скажена погоня по вулицях Гонконгу перетворюється на нескінченну бійню, вчинену в самий переддень 1 липня 1997 року — дня, коли Гонконг повинен повернутися до складу КНР.

## У ролях
- Роберт Патрік — Реджинальд Кемерон
- Брайон Джеймс — Саймон Александер
- Тім Томерсон — Джек Макгрю
- Мінг-На — Кеті Чун
- Майкл Лі — Чун
- Ендрю Дівофф — Малкольм Гудчайлд
- Селена Ху (в титрах: Selena Mangh) — Лі
- Стів Дей — Френк Річардсон
- Джоі Люн — Джонні Чоу
- Нононг Телбо — генерал Ву
- Террі Конн — охоронець
- Чад Стахелскі — Леонг
- Джуді МакЕндрю — помічник Джека
- Джозеф Пі — студент Кейтіс
- Тайрон Вікта — лейтенант ВМС
- Августо Вікта — доктор флоту